# Kontrollofficer
Kontrollofficer var benämningen på den befälsperson, som följde med svenska handelsfartyg i lejdtrafik under andra världskriget, med uppgift att se till att överenskomna regler mellan de krigförande parterna och fartyget följdes.

## Inledning
Efter det att Tyskland ockuperat Danmark och Norge i april 1940, minerades stora områden i Nordsjön och Skagerrak av de krigförande parterna England och Tyskland. Detta gjorde att svenska handelsfartyg inte kunde komma igenom dessa avspärrade områden med viktiga handelsvaror, utan någon form av överenskommelse mellan Sverige och de krigförande.
Då fem norska kvarstadsbåtar under engelsk ledning lyckats smita igenom Skagerrakspärren i januari 1941, Operation Rubble, och därigenom försett England med viktiga handelsvaror, framförallt kullager, hotade tyskarna med att avbryta den påbörjade lejdtrafiken eftersom man förutsatte att genombrytningen skett med svensk medverkan.
Under fortsatta förhandlingar för att återställa förtroendet mellan parterna, var lejdfartygens färdväg en problempunkt.
Tyskarna ville att lejdfartygen skulle gå in till deras kontrollstation i Kristiansand och därefter norr om Färöarna. Engelsmännen däremot ville att fartygen skulle gå utanför norska kusten vidare till deras kontrollstation vid Scopenfjorden på Färöarna. Detta för att respektive krigförande part skulle kunna få information från språkkunniga ombord om förhållanden i motsidans områden, som fartygen just passerat genom, på ut- eller hemresa. Samtidigt ville man förhindra att motsidan fick information om egna förhållanden via lejdfartygen.
För att bryta dödläget och misstänksamheten i förhandlingarna, framförde en svensk marin delegation vid förhandlingar med tyskarna i Berlin i juli 1941, att de svenska fartygen skulle ha en statlig representant, helst marinofficer, ombord som skulle se till att neutralitet och övriga överenskommelser följdes. Dessutom skulle alla lejdfartygen på varje resa anlöpa både Kristiansand och Färöarna. Förslaget godkändes av tyskarna, och snart också av engelsmännen.

## Om kontrollofficerarna
Personerna som skulle tjänstgöra som kontrollofficerare valdes ut av marinen i samråd med UD och respektive rederi, och skulle dessutom godkännas både av Tyskland och England. De var aktiva eller före detta stamanställda sjöofficerare, tolv kommendörkaptener, två kommendörer, och övriga med kaptens grad. Bland de sistnämnda fanns ett antal reservofficerare. Åldern varierade mellan 35 och 55 år, och de valdes till att vara ungefär lika gamla som  befälhavarna på sina tilldelade fartyg, för att underlätta samarbetet. Alla kontrollofficerare kunde tala engelska och tyska flytande, och i flera fall även franska eller spanska. 
På väg till första kontrollhamnen ingick det i kontrollofficerens uppgifter att visitera besättningens och eventuella passagerares tillhörigheter, för att förvissa sig om att inte politiskt kontroversiella trycksaker eller post medfördes. Detta beslagtogs i förekommande fall.